# Кинтеро, Хуан Себастьян
Хуан Себастьян Кинтеро Флетчер (исп. Juan Sebastián Quintero Fletcher; род. 23 марта 1995, Кали) — колумбийский футболист, защитник клуба «Депортиво Кали». Участник Олимпийских игр 2016 года в Рио-де-Жанейро.

## Клубная карьера
Кинтеро — воспитанник клуба «Депортиво Кали». 8 декабря 2013 года в матче против «Депортиво Пасто» он дебютировал в Кубке Мустанга. В 2014 году он помог команде завоевать Суперкубок, а через год выиграть чемпионат. Летом 2017 года в Хуан на правах аренды перешёл в хихонский «Спортинг». В матче против «Алькоркона» он дебютировал в испанской Сегунде.

## Международная карьера
В 2015 году в составе молодёжной сборной Колумбии Кинтеро занял второе место на молодёжном чемпионате Южной Америки в Уругвае. На турнире он принял участие в матчах против команд Чили, Перу, Парагвая, Аргентины, Бразилии, Венесуэлы и дважды Уругвая.
Летом того же года Кинтеро принял участие в молодёжном чемпионате мира в Новой Зеландии. На турнире он сыграл в матчах против сборных Катара, Португалии, Сенегала и США. В поединке против сенегальцев Сапата забил гол.
Летом 2016 года Хуан в составе олимпийской сборной Колумбии принял участие в Олимпийских играх в Рио-де-Жанейро. На турнире он был запасным и на поле не вышел.

## Достижения
- Чемпион штата Сеара (3): 2019, 2020, 2021
- Обладатель Кубка Нороэсте: 2019
- Чемпион Колумбии: Апертура 2015
- Победитель Суперлиги Колумбии: 2014
- Обладатель Суперкубка Колумбии: 2014
- Серебряный призёр чемпионата Южной Америки среди молодёжных команд: 2015